# Ramón Calderón
Ramón Calderón Ramos (Palencia, 1951. május 26. –) spanyol ügyvéd, a Real Madrid CF sportklub elnöke volt 2009. januárjáig.

## Karrierje
Calderónt 2006. július 2-án választották meg a Real elnökének, miután az elnökválasztáson 8344 szavazatot szerzett. Ellenfele, Juan Palacios 8098 szavazatig jutott. Elnökválasztási kampányában ígéretei között szerepelt többek között Arjen Robben, Cesc Fàbregas és Kaká leigazolása.
Első komolyabb intézkedése elnökként az volt, hogy leszerződtette Fabio Capellót vezetőedzőnek, és igazolt 2 új játékost is, Fabio Cannavarót és Emersont is. Mindkét labdarúgó a Juventustól érkezett, összesen mintegy 20 millió euróért.
Később leigazolta Ruud Van Nistelrooyt és Mahamadou Diarrát, valamint megvalósította egyik ígéretét, szerződtette Arjen Robbent is. Rajtuk kívül még José Antonio Reyes is a klub játékosa lett, őt a Real 1 évre kölcsönbe szerezte meg, cserébe Julio Baptistáért. A 2008–2009-es szezon kezdete előtt megpróbálta megszerezni a portugál Cristiano Ronaldót is, többször is rekord összeget kínált érte, ám a terve végül kudarcba fulladt.